# Zelandopsis aturoides
Zelandopsis aturoides är en kvalsterart som beskrevs av Jürgen Schwoerbel 1984. Zelandopsis aturoides ingår i släktet Zelandopsis och familjen Aturidae. Inga underarter finns listade i Catalogue of Life.